# Ogawa Keijiro
Ogawa Keijiro (小川 慶治朗, sinh ngày 14 tháng 7 năm 1992) là một cầu thủ bóng đá người Nhật Bản thi đấu cho Vissel Kobe.

## Thống kê sự nghiệp

### Câu lạc bộ
Cập nhật đến ngày 23 tháng 2 năm 2018.
| Câu lạc bộ  | Mùa giải | Giải vô địch | Giải vô địch | Cúp1    | Cúp1      | Cúp Liên đoàn2 | Cúp Liên đoàn2 | Tổng    | Tổng      |
| Câu lạc bộ  | Mùa giải | Số trận      | Bàn thắng    | Số trận | Bàn thắng | Số trận        | Bàn thắng      | Số trận | Bàn thắng |
| ----------- | -------- | ------------ | ------------ | ------- | --------- | -------------- | -------------- | ------- | --------- |
| Vissel Kobe | 2010     | 15           | 2            | 0       | 0         | 0              | 0              | 15      | 2         |
| Vissel Kobe | 2011     | 12           | 0            | 0       | 0         | 1              | 0              | 13      | 0         |
| Vissel Kobe | 2012     | 28           | 9            | 1       | 0         | 6              | 0              | 35      | 9         |
| Vissel Kobe | 2013     | 39           | 16           | 1       | 0         | –              | –              | 40      | 16        |
| Vissel Kobe | 2014     | 26           | 5            | 1       | 0         | 5              | 0              | 32      | 5         |
| Vissel Kobe | 2015     | 19           | 4            | 0       | 0         | 7              | 0              | 26      | 4         |
| Vissel Kobe | 2016     | 7            | 1            | 0       | 0         | 2              | 0              | 9       | 1         |
| Vissel Kobe | 2017     | 25           | 2            | 4       | 0         | 4              | 0              | 33      | 2         |
| Tổng        | Tổng     | 171          | 39           | 7       | 0         | 25             | 0              | 203     | 39        |

1Bao gồm Cúp Hoàng đế Nhật Bản.
2Bao gồm J. League Cup.